# Rincón de Pereira
Rincón de Pereira ist eine Ortschaft in Uruguay.

## Geographie
Rincón de Pereira befindet sich auf dem Gebiet des Departamento Tacuarembó in dessen Sektor 12 am rechtsseitigen Río Negro-Zufluss Arroyo del Arbolito. Nächstgelegene Ansiedlung in nordöstlicher Richtung ist Las Toscas. Die sich im Norden erstreckende Gegend trägt die Bezeichnung Cuchilla de Pereira, im Süden findet sich jenseits des dort verlaufenden Río Negro die Cuchilla del Cordobés. Wenige Kilometer östlich des Ortes liegt zwischen Arroyo Charreco und Arroyo de Fagúndez der Cerro Grande.

## Infrastruktur
Rincón de Pereira liegt an der Ruta 6.

## Einwohner
Beim Census 2011 betrug die Einwohnerzahl von Rincón de Pereira 23, davon 13 männliche und zehn weibliche. Für die vorhergehenden Volkszählungen der Jahre 1963, 1975, 1985 und 1996 sind beim Instituto Nacional de Estadística de Uruguay keine Daten erfasst worden.
| Jahr | Einwohner |
| ---- | --------- |
| 1963 | -         |
| 1975 | -         |
| 1985 | -         |
| 1996 | -         |
| 2004 | 38        |
| 2011 | 23        |

Quelle: Instituto Nacional de Estadística de Uruguay